# Rebecca Giddens
Rebecca Giddens, född Bennett 19 september 1977 i Green Bay, Wisconsin, är en amerikansk kanotist.
Hon tog OS-silver i K-1 i slalom i samband med de olympiska kanottävlingarna 2004 i Aten.